# Herb Rzymu

Herb.

Herb Rzymu (wł.: Stemma della città di Roma) – herb, symbol miasta Rzym we Włoszech.

## Opis herbu
Składa się z czerwonej średniowiecznej tarczy francuskiej, w polu której umieszczony złoty krzyż grecki oraz przechylony na lewo w dół skrót SPQR oznaczający łacińską formułę Senatus Populusque Romanus, która w tłumaczeniu oznacza senat i lud rzymski. Nad tarczą umieszczona jest złota, otwarta korona rangowa.